# マルセーロ・アルベアール
マルセーロ・トルクァト・デ・アルベアール（Marcelo Torcuato de Alvear、1868年10月4日 - 1942年3月23日）は、アルゼンチンの大統領。
1891年、イポリト・イリゴージェン、その叔父のレアンドロ・アレムらと共に、急進市民同盟を結成した。アレムが自殺した1896年から急進市民同盟の党首となり、実質的リーダーであるイリゴージェンをサポートした。
1912年には、普通選挙法を施行させることに成功、1916年にはイリゴージェンが急進市民同盟初の大統領となる。当時、アルゼンチンでは、再選が禁止されていたので、1922年にイリゴージェンの後を継ぐ形で大統領に当選した。しかし、この頃から改革的なイリゴージェンと対立する。1924年、アルベアルはイリゴージェンと袂を分かち、急進市民同盟反個人主義派を結成する。アルベアルは、イリゴージェンよりさらに妥協的ではあったが、それでもいくつかの社会立法を成立させることは出来た。
| 公職                          | 公職                                         | 公職                          |
| ----------------------------- | -------------------------------------------- | ----------------------------- |
| 先代 イポリト・イリゴージェン | アルゼンチン共和国大統領 第20代：1922 - 1928 | 次代 イポリト・イリゴージェン |